# Luca Lipani
Luca Lipani (Génova, 18 de mayo de 2005) es un futbolista italiano que juega como centrocampista en la U. S. Sassuolo Calcio de la Serie A.

## Estadísticas

### Clubes
Actualizado al último partido disputado el 24 de septiembre de 2024.
| Club                           | Div.          | Temporada     | Liga  | Liga  | Liga   | Copas nacionales | Copas nacionales | Copas nacionales | Copas internacionales | Copas internacionales | Copas internacionales | Total | Total | Total  |
| Club                           | Div.          | Temporada     | Part. | Goles | Asist. | Part.            | Goles            | Asist.           | Part.                 | Goles                 | Asist.                | Part. | Goles | Asist. |
| ------------------------------ | ------------- | ------------- | ----- | ----- | ------ | ---------------- | ---------------- | ---------------- | --------------------- | --------------------- | --------------------- | ----- | ----- | ------ |
| Genoa C. F. C. · Italia        | 2.ª           | 2022-23       | 2     | 0     | 1      | 0                | 0                | 0                | —                     | —                     | —                     | 2     | 0     | 1      |
| Genoa C. F. C. · Italia        | Total club    | Total club    | 2     | 0     | 1      | 0                | 0                | 0                | 0                     | 0                     | 0                     | 2     | 0     | 1      |
| U. S. Sassuolo Calcio · Italia | 1.ª           | 2023-24       | 8     | 0     | 0      | 2                | 0                | 0                | —                     | —                     | —                     | 10    | 0     | 0      |
| U. S. Sassuolo Calcio · Italia | 2.ª           | 2024-25       | 4     | 0     | 0      | 2                | 0                | 0                | —                     | —                     | —                     | 6     | 0     | 0      |
| U. S. Sassuolo Calcio · Italia | Total club    | Total club    | 12    | 0     | 0      | 4                | 0                | 0                | 0                     | 0                     | 0                     | 16    | 0     | 0      |
| Total carrera                  | Total carrera | Total carrera | 14    | 0     | 1      | 4                | 0                | 0                | 0                     | 0                     | 0                     | 18    | 0     | 1      |